# Списак позоришних фестивала у Србији
Списак позоришних фестивала у Србији даје преглед значајнијих позоришних фестивала који се редовно одржавају на територији Републике Србије. Ови фестивали имају важну улогу у промоцији позоришне уметности, афирмацији домаћег и страног стваралаштва, размени искустава међу позоришним уметницима и развоју позоришне публике.

## Међународни фестивали
- Београдски интернационални театарски фестивал (БИТЕФ), Београд – Један од најстаријих и најугледнијих европских фестивала нових позоришних тенденција, основан 1967. године.[1]
- Међународни фестивал позоришта за децу (MESS), Суботица – Значајан фестивал посвећен позоришном стваралаштву за децу и младе, са луткарским и драмским представама из целог света, основан 1994. године.[2]
- ЈоакимИнтерФест (раније Јоакимфест), Крагујевац – Међународни позоришни фестивал малих сцена у организацији Књажевско-српског театра.[3]
- Инфант (Интернационални фестивал алтернативног и новог театра), Нови Сад – Фестивал посвећен експерименталном и иновативном позоришту.[4]
- Фестивал монодраме и пантомиме (Земун, Београд) – Јединствени фестивал у свету посвећен монодрами и пантомими, основан 1973. године.[5]

## Национални фестивали
- Стеријино позорје, Нови Сад – Најзначајнији национални фестивал домаћег драмског текста и позоришне уметности, основан 1956. године.[6]
- Дани комедије, Јагодина – Фестивал посвећен позоришној комедији, основан 1971. године.
- Фестивал професионалних позоришта Србије „Јоаким Вујић“ – Смотра професионалних позоришта Србије јужно од Београда (место одржавања се мења).
- Фестивал професионалних позоришта Војводине – Смотра професионалних позоришта из Војводине (место одржавања се мења).
- Дани Зорана Радмиловића, Зајечар – Фестивал посвећен глумцу Зорану Радмиловићу и неговању драмске уметности, у организацији Народног позоришта Тимочке Крајине "Зоран Радмиловић".[7]
- Фестивал малих позоришних форми, Зајечар – Посвећен монодрамама, дуодрамама и другим камерним формама.
- Југословенски позоришни фестивал "Без превода", Ужице – Фестивал који окупља најбоље представе из земаља бивше Југославије, фокусиран на квалитет представе без обзира на језик.
- Фестивал праизведби, Алексинац – Посвећен праизвођењима домаћих драмских текстова.
- Тешњарске вечери, Ваљево – Мултимедијална манифестација која укључује и значајан позоришни програм.

## Фестивали за децу и младе
- Фестић, Београд – Фестивал позоришта за децу и младе.
- Фестивал еколошког позоришта за децу и младе, Бачка Паланка.[8]
- Звездариште, Београд – Фестивал дечје позоришне продукције у организацији Позоришта "Бошко Буха".
- Позоришни сусрети луткара Србије.

## Фестивали аматерских позоришта
- Републички фестивал аматерских позоришта Србије (место одржавања се мења).
- Бројне општинске и регионалне смотре аматерских позоришта.

## Остали специјализовани фестивали
- Београдски летњи фестивал (БЕЛЕФ) – Мултидисциплинарни фестивал који укључује и значајан позоришни програм.[9]
- Дани Војислава Илића Млађег, Обреновац.
- Фестивал дуодраме, Топола.
- Нушићеви дани, Смедерево – Посвећен Браниславу Нушићу.